# 陸廷威
陸廷威（1983年10月5日—），台灣演員，畢業於清雲科技大學，2006年在八大、中視偶像劇《愛殺17》中嶄露頭角，也拍攝過多部廣告及藝人MV。

## 戲劇
| 年份   | 片名                  | 角色           |
| ------ | --------------------- | -------------- |
| 2006年 | 愛殺17                | 鄒克強         |
| 2007年 | 親親小爸              | 蘇柏豪         |
| 2008年 | 霹靂MIT               | ID：187 錢富豪 |
| 2009年 | 大珍珠                | 劉玉威         |
| 2009年 | 熱血青春              | 劉大智         |
| 2010年 | 人生劇展—誰是誰       | 永元           |
| 2010年 | 人生劇展—記得我們愛過 | 美軍           |
| 2010年 | 國民英雄              | 陳嘉亮         |
| 2012年 | 白色之戀              | 阿義           |
| 2015年 | 孤独的美食家          | 阿哲           |

## 電影
- 2007年 泰國《愛我一下夏》飾演 迪迪/劉俊傑
- 2010年《第五個季節》世新廣電第16屆畢展
- 2012年《南方小羊牧場》飾演 楊逸侖
- 2015年《一個角落》飾演 陳立德

## MV
- 2006年 蘇慧倫〈愛了就懂了〉
- 2006年 張韶涵〈真的〉
- 2006年 孫燕姿〈雨天〉女主角為郭采潔
- 2006年 孫燕姿〈夢想天空〉
- 2007年 孫燕姿〈我懷念的〉
- 2007年 潘嘉麗〈在世界中心〉
- 2007年 郭采潔〈I Need You〉
- 2009年 彭佳慧〈離開〉
- 2010年 陳永龍〈告別〉
- 2011年 王心凌〈愛太空〉
- 2011年 卓文萱〈夠了〉
- 2012年 羅志祥〈不具名的悲傷〉共同演出：張鈞甯
- 2013年 A-Lin〈好朋友的祝福〉共同演出：初家晴
- 2014年 2*Sweet〈戀愛too sweet〉

## 廣告
- 2005年 愛戀金誓西洋情人節代言人
- 2006年 愛戀金誓七夕情人節代言人
- 2006年 香港強生博士倫隱形眼鏡

## 外部連結
- 陸廷威的Facebook專頁
- 陸廷威的新浪微博
- 陸廷威的Instagram帳戶